# I’m Not in Love
Der Popsong I’m Not in Love, geschrieben von Eric Stewart und Graham Gouldman, wurde erstmals 1975 auf dem Album The Original Soundtrack von 10cc veröffentlicht. Als Singleauskopplung stieg er am 24. Juni 1975 an die Spitze der britischen Charts, wo er sich zwei Wochen lang hielt. In den USA hielt das Lied drei Wochen lang den zweiten Platz. In Deutschland und der Schweiz erreichte es jeweils Platz 8.

## Entstehung
Von Eric Stewart ursprünglich als Bossa Nova konzipiert, wurde der Song schnell aufgrund harscher Kritik der Bandmitglieder Kevin Godley und Lol Creme verworfen. Als jedoch Studiomitarbeiter häufiger das Lied vor sich hinsangen, überzeugte Stewart seinen Kollegen Graham Gouldman vom Hitpotenzial des Liedes, und sie erarbeiteten gemeinsam die endgültige Fassung.
Für die Chorstimmen der Originalversion erfanden die Bandmitglieder in den Strawberry Recording Studios eine Art „virtuellen Chor“. Hierfür sangen sie einzelne Töne gemeinsam in einen Mehrspurrekorder, bis 256 Spuren erreicht waren. Aus diesen Spuren wurden Endlosbänder mit den wesentlichen Akkorden des Liedes erstellt. Mit dem Mischpult konnten anschließend die benötigten Akkorde an den gewünschten Stellen der Aufnahme eingeblendet werden. So konnte die Band einen großen Chor simulieren und einen dem Mellotron nicht unähnlichen Effekt erzielen, Letzteres aber in seiner Fülle übertreffen – und das auch noch in echtem Stereo. Billy Joel nutzte die gleiche Technik zwei Jahre später in seiner Ballade Just the Way You Are.
Für den geflüsterten Text “Big boys don’t cry, be quiet, big boys don’t cry” wurde die Studiosekretärin Cathy Redfern gewonnen, weil sie, wie Stewart sagte, eine „so wundervolle Telefonstimme“ habe.

## Der Millionenvertrag mit Mercury Records
I’m Not in Love war der maßgebliche Grund für Mercury Records, den bestehenden Vertrag der Band mit Jonathan Kings UK Records aufzukaufen. Eric Stewart erinnert sich, dass sie zu jener Zeit absolut pleite waren und Philips Phonogram mit ihnen verhandeln wollte.

“At that point in time we were still on Jonathan King’s label, but struggling. We were absolutely skint, the lot of us, we were really struggling seriously, and Philips Phonogram wanted to do a deal with us. They wanted to buy Jonathan King’s contract. I rang them. I said come and have a listen to what we’ve done, come and have a listen to this track. And they came up and they freaked, and they said ‘This is a masterpiece. How much money, what do you want? What sort of a contract do you want? We’ll do anything, we’ll sign it’. On the strength of that one song, we did a five-year deal with them for five albums and they paid us a serious amount of money.”

„Zu jener Zeit waren wir vertraglich noch bei Jonathan Kings Label, aber kämpften ums Überleben. Wir waren total pleite, es war wirklich ein Existenzkampf und Philips Phonogram war interessiert daran, mit uns zu einem Abschluss zu kommen. Sie wollten Jonathan Kings Vertrag mit uns aufkaufen. Ich rief sie an und bat sie, vorbeizukommen und sich anzuhören, was wir produziert hatten, sich dieses Stück anzuhören. Sie kamen, waren total begeistert und sagten: ‚Das ist ein Meisterwerk. Wie viel Geld wollt ihr haben? Wie soll der Vertrag aussehen? Wir machen, was ihr wollt, wir unterschreiben.‘ Weil dieses eine Stück so stark war, bekamen wir einen Fünf-Jahres-Vertrag für fünf Alben und einen beträchtlichen Geldbetrag.“

## Kommerzieller Erfolg

### Chartplatzierungen
| ChartsChartplatzierungen       | Höchstplatzierung | Wochen |
| ------------------------------ | ----------------- | ------ |
| Deutschland (GfK)              | 8 (19 Wo.)        | 19     |
| Schweiz (IFPI)                 | 8 (9 Wo.)         | 9      |
| Vereinigte Staaten (Billboard) | 2 (17 Wo.)        | 17     |
| Vereinigtes Königreich (OCC)   | 1 (11 Wo.)        | 11     |

| ChartsJahrescharts (1975)      | Platzierung |
| ------------------------------ | ----------- |
| Deutschland (GfK)              | 42          |
| Vereinigte Staaten (Billboard) | 42          |

### Auszeichnungen für Musikverkäufe
| Land/Region                  | Auszeichnungen für Musikverkäufe (Land/Region, Auszeichnung, Verkäufe) | Verkäufe |
| ---------------------------- | ---------------------------------------------------------------------- | -------- |
| Dänemark (IFPI)              | Gold                                                                   | 45.000   |
| Neuseeland (RMNZ)            | Platin                                                                 | 30.000   |
| Vereinigtes Königreich (BPI) | Platin                                                                 | 600.000  |
| Insgesamt                    | 1× Gold · 2× Platin ·                                                  | 675.000  |

## Coverversionen
| Jahr | Titel Interpretation          | Höchstplatzierung, Gesamtwochen, AuszeichnungChartplatzierungen (Jahr, Titel, Interpretation, Platzierungen, Wochen, Auszeichnungen, Anmerkungen) | Höchstplatzierung, Gesamtwochen, AuszeichnungChartplatzierungen (Jahr, Titel, Interpretation, Platzierungen, Wochen, Auszeichnungen, Anmerkungen) | Höchstplatzierung, Gesamtwochen, AuszeichnungChartplatzierungen (Jahr, Titel, Interpretation, Platzierungen, Wochen, Auszeichnungen, Anmerkungen) | Höchstplatzierung, Gesamtwochen, AuszeichnungChartplatzierungen (Jahr, Titel, Interpretation, Platzierungen, Wochen, Auszeichnungen, Anmerkungen) | Höchstplatzierung, Gesamtwochen, AuszeichnungChartplatzierungen (Jahr, Titel, Interpretation, Platzierungen, Wochen, Auszeichnungen, Anmerkungen) | Anmerkungen                |
| Jahr | Titel Interpretation          | DE | AT | CH | UK | US | Anmerkungen                |
| ---- | ----------------------------- | --- | --- | --- | --- | --- | -------------------------- |
| 1987 | I’m Not in Love Johnny Logan  | DE47 (8 Wo.)DE | — | — | UK51 (5 Wo.)UK | — | Produzent: Paul Hardcastle |
| 1990 | I’m Not in Love Will to Power | DE48 (10 Wo.)DE | — | — | UK29 (8 Wo.)UK | US7 (18 Wo.)US | Produzent: Bob Rosenberg   |

| - 1975: Allan Mortensen – Das ist nicht Liebe - 1975: Hervé Vilard – Si tu ne m’aimes plus (französische Version) - 1975: Dickie Goodman – Mr. Jaws - 1976: Dee Dee Sharp - 1976: Richie Havens - 1976: Tony Christie - 1976: Stanley Turrentine (Saxophonversion) - 1976: Strings by Candlelight Orchestra feat. Piet Souer - 1977: Kirka – En tosissaan (finnische Version) - 1977: The London Symphony Orchestra and the Royal Choral Society - 1978: Petula Clark - 1979: Sacha Distel - 1979: Edwina Rigby - 1982: Scherrie Payne - 1983: Krisma - 1986: Paul Nicholas - 1987: Johnny Logan - 1988: Richard Clayderman (Klavierversion) - 1988: Richard Romance - 1989: George Monroe - 1990: Will to Power - 1990: Acker Bilk (Klarinettenversion) - 1990: IJ & the Sound Wave - 1990: Joey Kid - 1990: Roé (spanische Version) - 1991: Munich Symphonic Sound Orchestra - 1991: Stars Unlimited Singers - 1992: Richard Elliot (Saxophonversion) - 1992: Guildo Horn & die Orthopädischen Strümpfe – Ich bin verliebt (Liveversion) - 1992: Howard Carpendale – Ich lieb’ dich nicht - 1992: French Boys - 1993: The Pretenders - 1993: Don Pablo’s Animals - 1993: Peggy Lee - 1994: Royal Philharmonic Orchestra (Instrumentalversion) - 1994: Red Red Meat - 1995: Claudja B. - 1995: Trepak - 1995: The Moonlight Orchestra (Instrumentalversion) - 1995: I.S.P. (Ilya Soloviev) - 1996: F. R. David - 1996: Spacewoman - 1996: Countdown Singers - 1996: Outrageous Cherry - 1996: Erotic Exotic - 1996: Megababe - 1997: Bernd Rusinski - 1997: Fun Lovin’ Criminals - 1997: John O’Banion - 1997: The Eurobeats - 1997: Pierre Belmonde (Panflötenversion) - 1997: Franck Thore (Instrumentalversion) - 1998: Gitte Hænning - 1998: Popacid - 1998: Deni Hines | - 1999: BB Band - 1999: Päivi Kautto-Niemi – Rantatuulet (finnische Version) - 1999: Pierre Namuriel - 1999: Mr. Ed Jumps the Gun - 2000: Olive (Band) - 2000: Erredieffe – A volte no (italienische Version) - 2000: Charles Feelgood - 2000: DJ Skribble - 2000: Urban Knights - 2000: Juice - 2000: Chris Standring (Saxophonversion) - 2001: Tori Amos - 2001: Geb.el - 2001: Gloritone - 2002: Donny Osmond - 2002: Deborah Blando (Portugiesische Version) - 2003: Rozz Williams - 2003: Panpipes - 2003: Philippe Saisse Acoustique Trio - 2004: Purple Sex Heads - 2005: Rick Springfield - 2005: Deise Mikhail - 2005: Don’s Mobile Barbers - 2005: Hirotaka Izumi - 2005: Les Cochons dans l’Espace - 2005: Love Sound Orchestra - 2005: Natalie Yorke (Instrumentalversion) - 2005: Rondo Classico (Instrumentalversion) - 2006: Jaymz Bee & the Royal Jelly Orchestra with Geneviere - 2006: Studio 99 - 2007: Lazlo Bane - 2007: Nubya - 2007: Queen Latifah - 2007: GTS feat. Ryohei - 2007: Yvonne de Paris - 2007: Katja Rieckermann (Instrumentalversion) - 2007: Orleya - 2008: The MacDonald Bros - 2008: Dukespan NYC (Instrumentalversion) - 2008: Love Pearls Unlimited - 2008: Tex Perkins - 2009: Susan Wong - 2009: The Intimate Orchestra - 2010: Jimmy Jørgensen - 2010: Swinger Club - 2011: Joo Kraus & Tales in Tones Trio (Instrumentalversion) - 2012: Pascal von Wroblewsky - 2012: Nektar feat. Rick Wakeman - 2012: Vintage Lounge Orchestra feat. Laura Serra - 2012: Joe Brown - 2012: The Magic Time Travelers - 2015: Diana Krall - 2019: Kelsey Lu - 2021: Bonnie Tyler - 2023: Mr. Bungle |